# کیم یون
کیم یون (انگلیسی: Kim Yoon؛ زادهٔ ۱۴ آوریل ۱۹۷۴) بازیکن هاکی روی چمن اهل کره جنوبی بود.
از افتخارات وی میتوان به کسب مدال نقره در بازی‌های المپیک تابستانی ۲۰۰۰ اشاره‌کرد.